# Інське сільське поселення
І́нське сільське поселення (рос. Инское сельское поселение) — сільське поселення у складі Охотського району Хабаровського краю Росії.
Адміністративний центр — селище Нова Іня.

## Історія
2014 року були ліквідовані населені пункти Ушки та Хейджан.

## Населення
Населення сільського поселення становить 588 осіб (2019; 930 у 2010, 1648 у 2002).

## Склад
До складу сільського поселення входять:
| Населений пункт          | Населення, осіб (2002) | Населення, осіб (2010) |
| ------------------------ | ---------------------- | ---------------------- |
| Іня, село                | 618                    | 370                    |
| Нова Іня, селище         | 734                    | 422                    |
| Нядбакі, село            | 102                    | 49                     |
| Сільхозферма, селище     | 79                     | 28                     |
| Усчан, селище            | 106                    | 58                     |
| Ушки, населений пункт    | 3                      | 0                      |
| Хейджан, населений пункт | 6                      | 3                      |